# 6e bataillon de chasseurs mitrailleurs
Pour les articles homonymes, voir 6e bataillon.
Le 6e bataillon de chasseurs mitrailleurs (6e BCM) est une unité militaire française de l'entre-deux-guerres et de la Seconde Guerre mondiale.

## Historique

### Entre-deux-guerres
Le 6e bataillon de chasseurs mitrailleurs est un des treize bataillons de chasseurs mitrailleurs métropolitains (plus sept bataillons coloniaux) mis sur pied en mars 1923. Il est formé à Grenoble et destiné à servir dans les Alpes françaises.
Il sert au Maroc, dans la guerre du Rif, de septembre à novembre 1925. Revenu en France, il est dissous à Grenoble le 25 octobre 1927 et ses éléments rejoignent le 6e bataillon de chasseurs alpins.

### Seconde Guerre mondiale
Le bataillon est recréé près d'Albertville par le centre mobilisateur d'infanterie no 141 le 27 août 1939. Il est affecté à la 16e demi-brigade alpine de forteresse du secteur fortifié de la Savoie (portion de la ligne Maginot). Destiné au combat en montagne, il compte une section d'éclaireurs-skieurs (SES).
En juin 1940, le 6e BCM est en réserve à Bourg-Saint-Maurice tandis que sa SES stationne au plan des Veis. Il est dissous à Pontcharra le 28 juillet 1940,.

## Insigne
L'insigne du bataillon, réalisé en 1939, montre un chamois de profil sur un paysage montagnard, avec un écu aux armes de la Savoie en pointe. La SES dispose de son propre insigne, une étoile bleue (symbole commun aux éclaireurs-skieurs) chargée de l'inscription 6 BCM.